# Lémurien subfossile

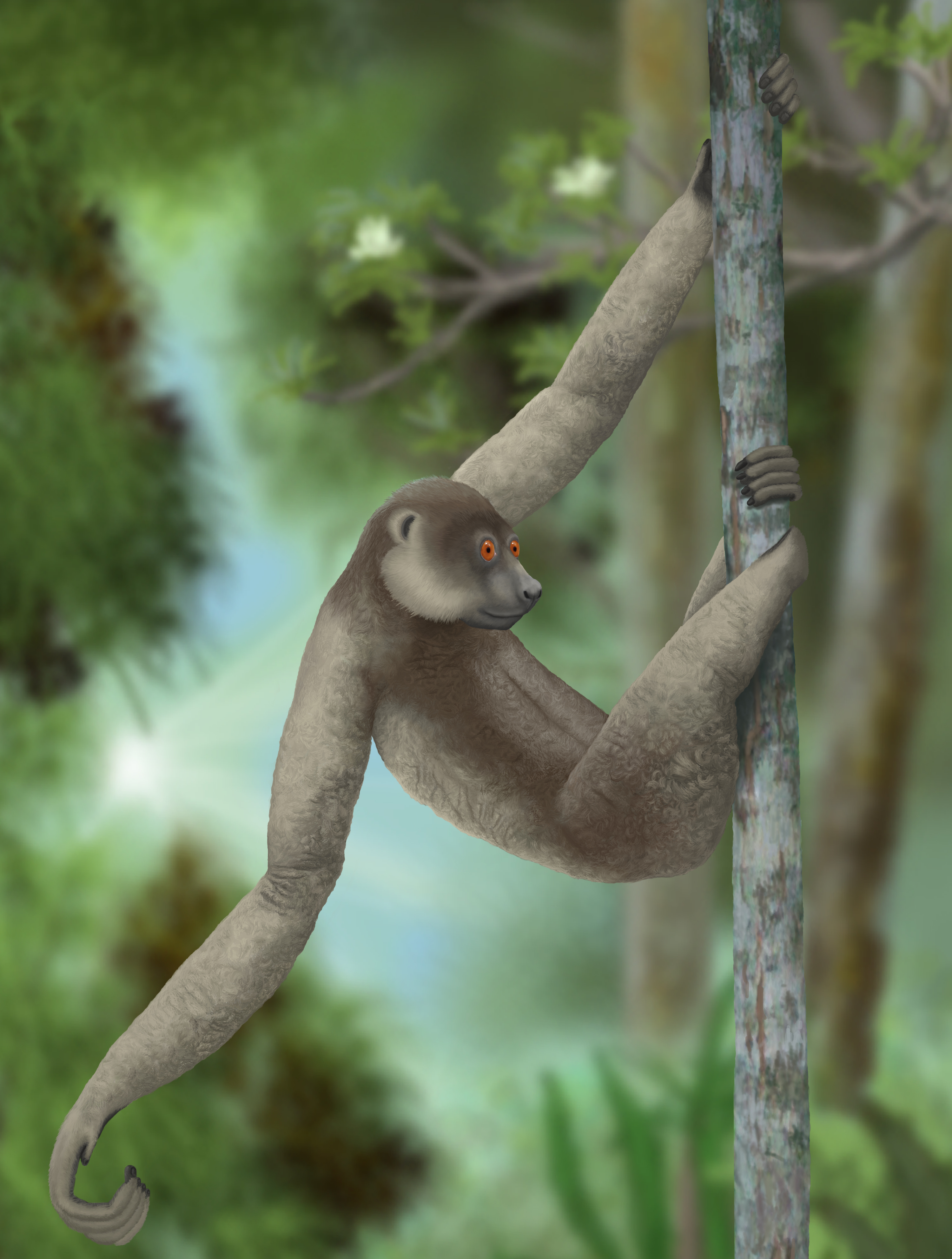
Palaeopropithecus ingens, une espèce de lémurs subfossiles de la famille des Palaeopropithecidae.

Les lémuriens subfossiles sont des lémuriens de Madagascar représentés par des restes récents (subfossiles) datant de 26 000 ans (Pléistocène supérieur) à 560 ans BP. Ces restes concernent à la fois des espèces actuelles et éteintes, bien que le terme désigne plus fréquemment les lémuriens géants. La diversité des lémuriens subfossiles était plus importante que celle des lémuriens actuels, comptant jusqu'à vingt espèces par site contre dix à douze espèces de nos jours, au début du XXIe siècle. Les espèces éteintes présentaient une gamme de poids estimée variant entre un peu plus d'une dizaine de kilos jusqu'à près de 200 kg. Même les restes subfossiles d'espèces toujours vivantes sont plus grands et plus robustes que les squelettes des individus modernes. Les sites recelant les subfossiles ont été trouvés un peu partout sur l'île et montrent que les lémuriens géants avaient une distribution plus importante que les lémuriens actuels et que celle-ci s'est vue significativement réduite depuis l'arrivée de l'homme.
Malgré leur différence de taille, les lémuriens géants partageaient de nombreuses caractéristiques avec les lémuriens actuels, dont un développement rapide, une mauvaise vision de jour, un cerveau relativement petit. Ils présentaient aussi de nombreux traits particuliers parmi les lémuriens, dont une tendance à se déplacer au sol, une grimpe lente et une suspension aux branches plutôt que le saut, ainsi qu'une plus grande dépendance alimentaire aux feuilles et aux graines. Les lémuriens géants ont probablement rempli des niches écologiques laissées vacantes aujourd'hui, étant en particulier impliqués dans la dispersion des graines pour les plantes à grosses graines. Il existait trois familles distinctes de lémuriens géants : les Palaeopropithecidae (les « lémuriens paresseux »), les Megaladapidae (les « lémuriens koalas »), et les Archaeolemuridae (les « lémuriens singes »). Deux autres types sont plus étroitement liés et semblables en apparence aux lémuriens vivants : l'aye-aye géant et le Pachylemur, une sorte de « maki vari géant ».
Les premiers restes subfossiles ont été découverts à Madagascar dans les années 1860, mais les espèces de lémuriens géants n'ont pas été formellement décrites jusqu'aux années 1890. L'intérêt paléontologique suscité par les premières découvertes a entraîné une surabondance de noms d'espèces nouvelles, l'attribution d'os à de mauvaises espèces, et à des reconstitutions inexactes au cours du XXe siècle. Les découvertes diminuent au cours de la moitié du XXe siècle, mais les travaux paléontologiques reprennent dans les années 1980 et mènent à la découverte de nouvelles espèces et d'un nouveau genre. La recherche a récemment mis l'accent sur l'alimentation, le mode de vie et le comportement social (éthologie), et d'autres aspects de la biologie. Les restes des lémuriens subfossiles sont relativement récents, avec toutes ou la plupart des espèces datant des 2 000 dernières années. Les premiers humains arrivent à Madagascar à cette époque et ont probablement joué un rôle dans la disparition des lémuriens et d'autres parties de la mégafaune qui existait autrefois sur la grande île. Bien que la chasse et la modification de l'habitat ont été considérées comme la cause principale de leur disparition, une mosaïque d'interactions complexes entre de multiples facteurs est désormais considérée comme la cause ultime de leur disparition. Pourtant, les traditions orales et des observations récentes par des villageois malgaches sont encore signalées, ce qui suggère la persistance d'une population ou une extinction très récente.